# Christian Cavallin

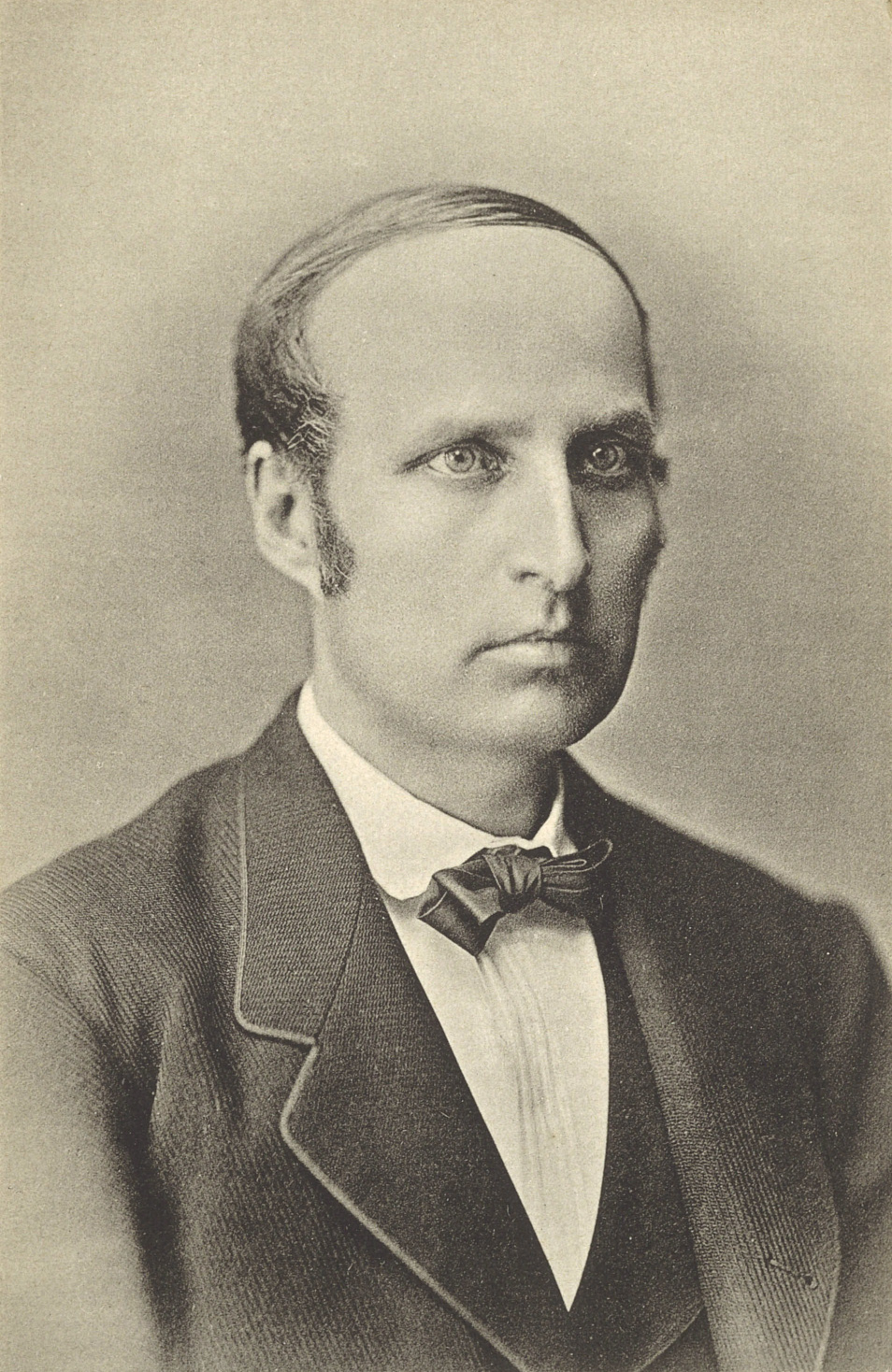
Christian Cavallin.

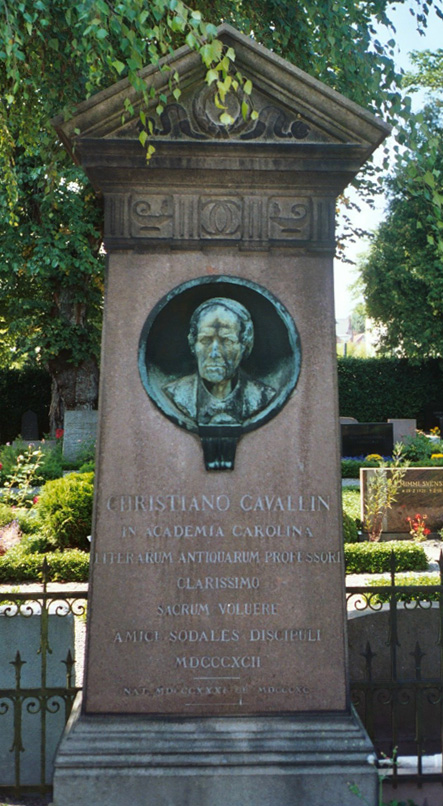
Christian Cavallins grav på Klosterkyrkogården i Lund.

Christian Cavallin, född den 3 september 1831 i Borlunda socken i Malmöhus län, död den 10 oktober 1890 i Lund, var en svensk klassisk filolog, son till Samuel Johan Cavallin, bror till Severin och Samuel Gustaf Cavallin.

## Biografi
Cavallin blev filosofie magister 1853, docent i romersk vältalighet och poesi 1857, adjunkt i samma ämne 1864 och professor i grekiska 1875. Han var främst en framstående latinfilolog med djup kännedom om den romerska litteraturen. Hans akademiska lärarverksamhet kom dock att föra honom till grekiskan. De 15 år under vilka han var professor i grekiska vid Lunds universitet var en blomstringstid för det grekiska språkstudiet. 
Cavallin utgav bland annat en upplaga av Sofokles Filoktetes (1875) och två bearbetningar av Grekisk syntax (1879 och 1887), vilka trots sitt syfte att vara grundläggande läroböcker behandlade ämnet djupt inträngande. Hans med inledning och kommentar försedda upplaga av Euripides Iphigenia i Tauri (1883) är inte bara en hjälpreda vid läsningen av detta stycke, utan även en inledning till studiet av den grekiska dramatiken i allmänhet. De sista åren ägnade Cavallin åt en vetenskaplig framställning av Den homeriska dialekten, varav ett första häfte (ljudläran) efter hans död utgavs av Johannes Paulson (1892). Han är dock främst hågkommen som latinsk lexikograf. År 1871 utkom Latinskt lexicon, 1875-1876 Svensk-latinsk ordbok (reviderad och stereotyperad upplaga 1880) och 1885 (i förkortad form) Latinskt skollexikon.
Cavallins lärdom sträckte sig även utanför den klassiska filologins område och han invaldes bland annat i Vetenskapsakademien (1881). En del av hans mindre skrifter, bland annat Om grundtanke och karakterer i Runebergs Kungarne på Salamis jämförd med Sophokles' tragedier (i Nordisk tidskrift, II, 1879) samt Antonius och Kleopatra (i Ny svensk tidskrift 1885), samlades efter hans död och utgavs, i förening med Albert Lysanders, med inledning och levnadsteckning av Martin Weibull 1891.